# Renato Strada
Renato Strada (Crema, 12 marzo 1950) è un politico italiano.

## Biografia
Funzionario del Partito Comunista Italiano. Viene eletto alla Camera dei deputati alle elezioni politiche del 1987. Dopo la svolta della Bolognina aderisce al Partito Democratico della Sinistra, con il quale viene rieletto a Montecitorio alle elezioni politiche del 1992. Conclude il mandato parlamentare nel 1994.
Nel 1993 viene eletto consigliere comunale a Crema, restando in carica fino al 1994.